# Aulus Gellius Celer
Aulus Gellius Celer war ein im 1. und 2. Jahrhundert n. Chr. lebender Angehöriger des römischen Ritterstandes (Eques).
Durch ein Militärdiplom, das auf den 20. August 127 datiert ist, ist belegt, dass Celer 127 Präfekt der an der unteren Donau stationierten Flotte (Classis Flavia Moesica) war. Möglicherweise war Celer ein Verwandter (oder sogar der Vater) von Aulus Gellius, dem Verfasser der Noctes Atticae.